# Raúl Ibáñez Galdón
Raúl Ibáñez Galdón (Tous, Valencia, España, 10 de noviembre de 1972) es un exfutbolista español que se desempeñaba como delantero.

## Clubes
| Club                         | País   | Año       |
| ---------------------------- | ------ | --------- |
| Valencia C. F.               | España | 1994-1995 |
| Real Valladolid C. F.        | España | 1995-1997 |
| Levante U. D.                | España | 1998      |
| Real Valladolid C. F.        | España | 1998-1999 |
| Elche C. F.                  | España | 1999-2000 |
| Real Valladolid C. F.        | España | 2000-2001 |
| Cultural y Deportiva Leonesa | España | 2001-2004 |
| Tomelloso C. F.              | España | 2004-2005 |